# Гамаш (кантон)
Гамаш (фр. Gamaches) — кантон во Франции, находится в регионе О-де-Франс, департамент Сомма. Входит в состав округа Абвиль.

## История
До 2015 года в состав кантона входили коммуны:
Амбревиль, Бошам, Бувенкур-сюр-Брель, Буттанкур, Буйанкур-ан-Сери, Бьянкур, Бюиньи-ле-Гамаш, Вим, Гамаш, Дарньи, Ле-Трансле, Мартенвиль, Меньер, Рамбюр, Рамбюрель, Серизи-Бюлё, Тийуа-Флоривиль, Фрамикур, Фретмёль, Эньевиль.
В результате реформы 2015 года состав кантона был изменен. В него вошли упраздненный кантон Алланкур и отдельные коммуны кантона Муайенвиль.

## Состав кантона с 22 марта 2015 года
В состав кантона входят коммуны (население по данным Национального института статистики за 2018 г.):
- Алланкур (1 306 чел.)
- Альри (793 чел.)
- Амбревиль (574 чел.)
- Байёль (259 чел.)
- Беттанкур-Ривьер (224 чел.)
- Бошан (991 чел.)
- Бувенкур-сюр-Брель (850 чел.)
- Буттанкур (932 чел.)
- Буйанкур-ан-Сери (544 чел.)
- Бьянкур (134 чел.)
- Бюиньи-ле-Гамаш (407 чел.)
- Вим (480 чел.)
- Вири-о-Мон (118 чел.)
- Во-Маркенвиль (85 чел.)
- Гамаш (2 501 чел.)
- Дарньи (1 221 чел.)
- Дудленвиль (345 чел.)
- Лимё (141 чел.)
- Лонпре-ле-Кор-Сен (1 623 чел.)
- Льеркур (369 чел.)
- Мартенвиль (416 чел.)
- Меньер (524 чел.)
- Мерелесар (197 чел.)
- Рамбюрель (280 чел.)
- Сен-Максан (393 чел.)
- Ситерн (238 чел.)
- Сорель-ан-Вимё (213 чел.)
- Тийуа-Флоривиль (385 чел.)
- Фёкьер-ан-Вимё (2 533 чел.)
- Фонтен-сюр-Сом (521 чел.)
- Фретмёль (316 чел.)
- Фрюкур (128 чел.)
- Шепи (1 237 чел.)
- Эньевиль (892 чел.)
- Эрондель (509 чел.)
- Юппи (764 чел.)

## Политика
На президентских выборах 2022 г. жители кантона отдали в 1-м туре Марин Ле Пен 39,7 % голосов против 23,7 % у Эмманюэля Макрона и 14,4 % у Жана-Люка Меланшона; во 2-м туре в кантоне победила Ле Пен, получившая 60,4 % голосов. (2017 год. 1 тур: Марин Ле Пен – 33,0 %, Жан-Люк Меланшон – 19,9 %, Эмманюэль Макрон – 18,2 %, Франсуа Фийон – 16,0 %; 2 тур: Ле Пен – 53,3 %. 2012 год. 1 тур: Франсуа Олланд - 29,6 %, Марин Ле Пен - 24,3 %, Николя Саркози - 22,5 %; 2 тур: Олланд - 57,7 %).
С 2021 года кантон в Совете департамента Сомма представляют мэр коммуны Лимё Арно Биэ (Arnaud Bihet) (Союз демократов и независимых) и член совета коммуны Гамаш Гислен Сир (Ghislaine Sire) (Разные правые).
|                | Кандидаты                              | Партия                   | Первый тур | Первый тур     | Второй тур | Второй тур |
| Кол-во голосов | Кандидаты                              | Партия                   | % голосов  | Кол-во голосов | % голосов  |            |
| -------------- | -------------------------------------- | ------------------------ | ---------- | -------------- | ---------- | ---------- |
|                | Арно Биэ Гислен Сир                    | Разные правые            | 1 718      | 28,34          | 3 761      | 63,52      |
|                | Мишель Деплен Мари-Анж Массон          | Национальное объединение | 1 693      | 27,93          | 2 160      | 36,48      |
|                | Гвенаэль Бриэ Фредерик Делоен          | Левый блок               | 1 272      | 20,98          |            |            |
|                | Лор Бокле Давид Монжен                 | Разные левые             | 885        | 14,60          |            |            |
|                | Изабель Брюзаделли-Дорьон Венсан Пикар | Непокорённая Франция     | 494        | 8,15           |            |            |

|                | Кандидаты                          | Партия                    | Первый тур | Первый тур     | Второй тур | Второй тур |
| Кол-во голосов | Кандидаты                          | Партия                    | % голосов  | Кол-во голосов | % голосов  |            |
| -------------- | ---------------------------------- | ------------------------- | ---------- | -------------- | ---------- | ---------- |
|                | Бернар Давернь Дельфин Дами-Фрикур | Социалистическая партия   | 3 130      | 33,47          | 4 637      | 51,83      |
|                | Вероник Дюбаль Антуан Юйэль        | Национальный фронт        | 3 489      | 37,31          | 4 310      | 48,17      |
|                | Брижитт Бутруа Жан-Шарль Вито      | Союз за народное движение | 2 732      | 29,22          |            |            |

|  | Кандидат         | Партия                  | % голосов |
|  | ---------------- | ----------------------- | --------- |
|  | Даниэль Детрюэль | Социалистическая партия | 51,39     |
|  | Жак Пекери       | Коммунистическая партия | 48,61     |

|  | Кандидат      | Партия                    | % голосов |
|  | ------------- | ------------------------- | --------- |
|  | Жак Пекери    | Коммунистическая партия   | 63,94     |
|  | Фредерик Тюнк | Союз за народное движение | 36,06     |